# 真正愛爾蘭共和軍
真正愛爾蘭共和軍，又稱新愛爾蘭共和軍，是北愛爾蘭的準軍事組織，在1997年成立，人數約150-300人。
它是由臨時愛爾蘭共和軍分裂出來（拒絕當時的貝爾法斯特協議）並自視為當年原始愛爾蘭共和軍的唯一合法繼承者，並進行武裝鬥爭把北愛爾蘭6郡與愛爾蘭統一。自成立以來，愛爾蘭共和軍在北愛爾蘭發起了一場針對北愛爾蘭警察局（以前稱為皇家阿爾斯特警察）和英軍的運動。它是英國安全部隊面對的最大，最活躍的準軍事團體。
其中最著名的是1998年的奧馬格爆炸案，炸死29人。轟炸之後，真愛爾蘭共和軍停火，但於2000年重新開始行動。2001年2月21日，一枚偽裝成手電筒的炸彈被放在牧羊叢陸軍預備役基地外，導致一名14歲的學生失明並且手被炸斷。3月4日，牧羊叢發生的第二起BBC爆炸案造成BBC電視中心外一名平民受傷。2009年3月，它被要求對馬塞雷尼軍營的襲擊負責，該襲擊殺死了兩名英國士兵，這是自1997年以來在北愛爾蘭的第一次有英軍被殺。
真愛爾蘭共和軍在愛爾蘭共和國是非法組織。英國和美國認定其為恐怖組織並禁止其活動。